# Бейлі Басс
Бейлі Басс (англ. Bailey Bass; нар. 18 червня 2003, Нашвілл) — американська актриса. Відома як Цирея у франшизі Аватар і Клаудії у телесеріалі Інтерв'ю з вампіром.

## Career
Bass's first acting role was a My Little Pony commercial when she was 5 and a half. In 2014 she appeared in the movie Moon and Sun. She starred in the BET Original Movie A Jenkins Family Christmas (2021), and the TV movie Psycho Sweet 16 (2022).
In 2017, Bass was cast as Tsireya, a young Na'vi girl who is a free diver from the Metkayina Clan, in James Cameron's Avatar sequels. Early on, Tsireya was described as "the young Neytiri of the ocean", likely in reference to both their statuses as daughters of their respective clans' leaders. Bass is also set to reprise the role in two additional sequels to be released in 2024 and 2026.

## Особисте життя
Басс народилася в Нешвіллі, штат Теннесі, але виросла у «переважно російському районі» в Брукліні, штат Нью-Йорк.[1] Басс змішаної раси; її тато чорношкірий, а мама білоруска.[3]
Bass was born in Nashville, TN, but grew up in a "a predominantly Russian neighborhood" in Brooklyn, NY. Bass is biracial; her dad is Black and her mom is Belarusian.

## Фільмографія

### Кіно
| Рік  | Назва             | Роль        | Примітки                  |
| ---- | ----------------- | ----------- | ------------------------- |
| 2022 | Аватар: Шлях води | Цирея "Рея" |                           |
| 2024 | Аватар 3          | Цирея "Рея" | на стадії пост-продакшену |
| 2026 | Аватар 4          | Цирея "Рея" | ще знімають               |

### Телебачення
| Рік  | Назва                               | Role           | Примітки   |
| ---- | ----------------------------------- | -------------- | ---------- |
| 2020 | Закон і порядок: Спеціальний корпус | Брейона Тейлор | 1 епізод   |
| 2022 | Інтерв'ю з вампіром                 | Клавдія        | 5 епізодів |